# Moving Pictures (альбом)
Moving Pictures (с англ. — «Движущиеся картинки/картины») — восьмой студийный альбом канадской рок-группы Rush, выпущенный 12 февраля 1981 года лейблом Anthem Records. После гастролей в поддержку своего предыдущего альбома, Permanent Waves (1980), группа начала сочинять и записывать новый материал в августе 1980 года с давним сопродюсером Терри Брауном. Они продолжали писать песни с более удобным для радио звучанием, отличаясь более жёсткой и короткой структурой песен по сравнению с их предыдущими альбомами.
Moving Pictures был положительно встречен современными и ретроспективными музыкальными критиками и сразу же стал коммерчески успешным, заняв первое место в Канаде и третье — в Соединённых Штатах и Великобритании. Он остаётся самым продаваемым альбомом Rush в Соединённых Штатах — было продано пять миллионов копий. «Limelight», «Tom Sawyer» и «Vital Signs» были выпущены синглами в 1981 году, а инструментальная композиция «YYZ» была номинирована на премию «Грэмми» за лучшее инструментальное рок-исполнение. Rush гастролировали в поддержку альбома с февраля по июль 1981 года. В 2020 году журнал Rolling Stone поставил альбом на 379-е место в своём списке «500 величайших альбомов всех времён».
Один из двух альбомов Rush (второй — 2112), включённых в книгу «Тысяча и один музыкальный альбом, который стоит прослушать, прежде чем вы умрёте». Занимает 14 место в списке «Топ-25 лучших альбомов прогрессивного рока» по версии Progarchives.com и 6 место в списке «25 лучших классических альбомов прогрессивного рока» по версии PopMatters. Также альбом занимает 3 место в списке «50 величайших прог-рок-альбомов всех времён» журнала Rolling Stone.

## Список композиций
Все тексты написаны Нилом Пиртом, кроме указанных, вся музыка написана Алексом Лайфсоном и Гедди Ли, кроме указанных.
| №  | Название         | Длительность |
| -- | ---------------- | ------------ |
| 1. | «Tom Sawyer» ()  | 4:31         |
| 2. | «Red Barchetta»  | 6:10         |
| 3. | «YYZ» ()         | 4:23         |
| 4. | «Limelight»      | 4:20         |
| 5. | «The Camera Eye» | 10:59        |
| 6. | «Witch Hunt»     | 4:46         |
| 7. | «Vital Signs»    | 4:47         |

1.↑ Текст песни написан Нилом Пиртом и Пайем Дюбуа.
 2.↑ Музыка написана Гедди Ли и Нилом Пиртом.

## Участники записи
- Гедди Ли — бас-гитара, клавишные, вокал
- Алекс Лайфсон — гитара
- Нил Пирт — ударные

## Продажи
| Страна | Организация | Продажи                   |
| США    | RIAA        | 4× Платиновый (4 000 000) |
| Канада | RIAA        | 4× Платиновый (400 000)   |

## Хит-парады
| Год  | Чарт                  | Позиция |
| ---- | --------------------- | ------- |
| 1981 | Canadian Albums Chart | 1       |
| 1981 | Billboard 200         | 3       |
| 1981 | UK Albums Chart       | 3       |